# Vienne-le-Château
 Vienne-le-Château  es una comuna y población de Francia, en la región de Champaña-Ardenas, departamento de Marne, en el distrito de Sainte-Menehould y cantón de Ville-sur-Tourbe. Es la mayor población del cantón, aunque no la cabecera del mismo.
Su población en el censo de 1999 era de 625 habitantes.
Está integrada en la  Communauté de communes du Canton de Ville-sur-Tourbe .
- Datos: Q1450697
- Multimedia: Vienne-le-Château / Q1450697

1. ↑  Worldpostalcodes.org, código postal n.º 51800.
2. ↑  INSEE, Datos de población para el año 2012 de Vienne-le-Château (en francés).